# Caulophilus ruidipunctus
Caulophilus ruidipunctus (лат.) — ископаемый вид жесткокрылых насекомых рода Caulophilus из семейства долгоносиков (Curculionidae). Обнаружены в эоценовом доминиканском янтаре (остров Гаити, Карибский бассейн, Северная Америка).

## Описание
Длина тела 2,0 мм, длина рострума 0,5 мм (он в 5,3 раза длиннее своей ширины и равен 0,8 от длины переднеспинки). Отличается грубыми пунктурами на пронотуме. Тело коричневое, с несколькими короткими полуотстоящими щетинками. Скапус усика а в 6,2 раза длиннее своей ширины, прикрепляется у середины рострума и достигает середины переднеспинки. Пронотум и надкрылья сплюснутые с крупными пунктурами. Ноги длинные, коготки крупные, свободные, без зубчиков. Близок к ископаемому виду Caulophilus ashei Davis and Engel, 2006 из Доминиканского янтаря. Вид был впервые описан в 2015 году американским палеоэнтомологом Джорджем Пойнаром (George Poinar Jr; Department of Integrative Biology, Oregon State University, Корваллис, Орегон, США) и российским колеоптерологом Андреем Легаловым (Институт систематики и экологии животных СО РАН, Новосибирск, Россия) вместе с видами Dryotribus pedanus, Ogygius obrieni, C. elongatus, C. camptus и другими. Название вида C. ruidipunctus происходит от латинского слова ruidus (грубый) по признаку грубой пунктировки пронотума.